# Carlos Samudio
Carlos Ariel Samudio Carrera (David, 5 oktober 1997) is een Panamees wielrenner.

## Carrière
In 2023 nam Samudio deel aan de wegwedstrijd op het wereldkampioenschap, waar hij de finish niet haalde.
In augustus 2024 werd Samudio prof bij Team Corratec-Vini Fantini. Zijn debuut maakte hij in de door zijn ploeggenoot Kyrylo Tsarenko gewonnen Cupa Max Ausnit. Later dat jaar werd hij onder meer negentiende in de GP Kranj en tiende in het eindklassement van de Ronde van Kyushu. In februari 2025 maakte Samudio zijn debuut in de World Tour, toen hij aan de start stond van de Ronde van de Verenigde Arabische Emiraten. In die zevendaagse etappekoers maakte hij in vijf ritten deel uit van de vroege vlucht en droeg hij een dag de zwarte leiderstrui van het tussensprintklassement. In maart van dat jaar werd hij nationaal kampioen tijdrijden en, achter zijn ploeggenoot Roberto González, tweede in de wegwedstrijd.

## Palmares

### Overwinningen
2014
 Panamees kampioen tijdrijden, Junioren
 Panamees kampioen op de weg, Junioren
2019
 Panamees kampioen tijdrijden, Beloften
2025
 Panamees kampioen tijdrijden, Elite

### Resultaten in voornaamste wedstrijden
| Jaar |  | WK op de weg |
| ---- |  | ------------ |
| 2023 |  | opgave       |

## Ploegen
- 2023 –  MG.K Vis-Colors for Peace (vanaf 31 maart)
- 2024 –  MG.K Vis-Colors for Peace (van 1 juni tot 18 juli)
- 2024 –  Team Corratec-Vini Fantini (vanaf 1 augustus)
- 2025 –  Team Solution Tech-Vini Fantini

Amella · Baldaccini · Balmer (vanaf 14/5) · Bonifazio · Conti · Darbellay · Debons · González (vanaf 31/3) · Iacchi · Mareczko · Masotto · Monaco · Murgano · Olivero · Padoen · Ponomar · Samudio (vanaf 1/8) · Quartucci · Sbaragli · Stewart · Stöckli · Tsarenko · van Empel · Viviani · Zambelli · Bögli (stagiair) · Parravano (stagiair) · Tissières (stagiair)